# 陶尔霍什
陶尔霍什，是匈牙利贝凯什州所辖的一个村。总面积57.45平方公里，总人口955，人口密度16.6人/平方公里（2011年1月1日）。